# سلسلة جبال موسكيتو
تقع سلسلة جبال موسكيتو (أرتفاع 14000 قدم تقريبًا) على سلسلة جبال عالية في جبال روكي في وسط كولورادو في الولايات المتحدة، شكلت النطاق سلسلة من الجبال تمتد من الشمال إلى الجنوب لمسافة 40 ميلاً (64 كم) تقريبًا في الطرف الشمالي من جنوب القمة الريفية، ثم أمتدت على طول الحدود بين مقاطعات البحيرة والحديقة. شكلت هذه النطاقات حاجزا عاليا يفصل بين منابع نهر أركانسو قرب ليدفيل من ساوث بارك ومتنزّه نهر بلاتيه الجنوبي قرب فيرفيل. وتعتبرأعلى قمة في هذا النطاق قمة جبل لنكولن التي بلغت 286.14 قدم. وهناك آخرين في المجموعة هم: كوانداري بيك (14272 قدم) ، وجبل بروس (14172 قدم) ، وجبل ديموقراطية (14148 قدم) ، وجبل شيرمان (14036 قدم).

## جيولوجيا
الجبال تعتبرمولدات مضادة للخطأ التي تشكلت كجزء من ارتفاع ساوتش خلال تكون جبال لاراميد حوالي 65 ميا. وكانت الجبال في الأصل متجاورة مع نطاق ساواتش الأعلى إلى الغرب، ولكنها كانت منفصلة أثناء تشكيل وادي الصدع في منابع نهر أركانسو حوالي 35 ميا. النطاق يعتبرفي الأساس من الجرانيت. الجناح الشرقي للمدى على طول حافة الحديقة الجنوبية، وتعتبر متجاوزًا للصخور الرسوبية الباليوسويدية والموسوطية. وقد تم تجليّد الطرف الشمالي من النطاق خلال فترة بليستوسين، مما شكل وديان على شكل حرف U في الأخاديد.
ويشكل ارتفاع سلسلة جبال الهيدج حاجزاً صعباً نسبياً بين الحديقة الجنوبية ومسطحات رأس أركانسو. العديد من القمم العالية من النطاق مرئية بشكل بارز من الجانب الجنوبى من ممر فريمونت على طول طريق الولاية السريع 91 بين الذروة وليدفيل. ولا يمر هذا النطاق بأي طريق سريع رئيسي، بل إنه لا يمر إلا في مكانين من خلال الطرق الخلفية عبر ممرات مرتفعة: ممر البعوض وممر ويستون. يقع الكثير من المجموعة داخل غابة بايك الوطنية.

## أعلى القمم

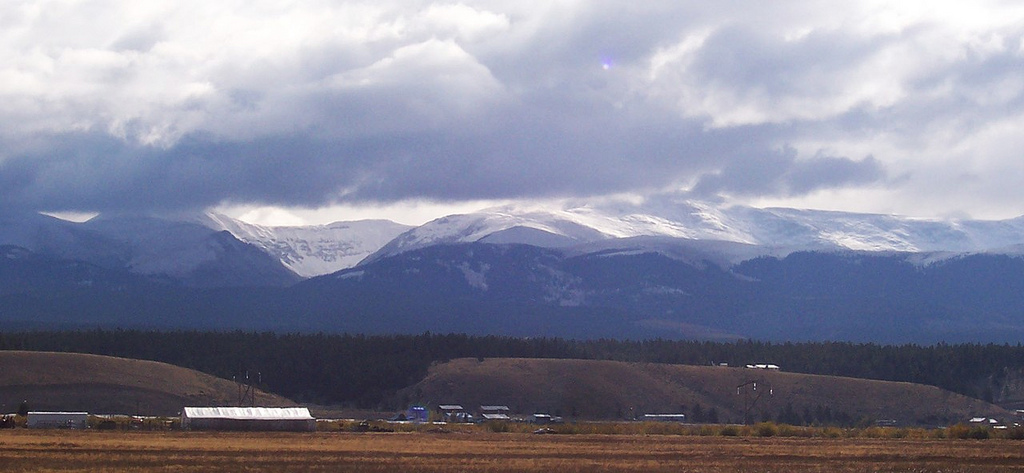
ممر ويستون ومدى البعوض الجنوبي ، سبتمبر 2009

أعلى ثمانية قمم في سلسلة موسكيتو
| Rank | Peak               | Elevation              |
| ---- | ------------------ | ---------------------- |
| 1    | Mount Lincoln      | 14,293 feet = 4356.5 m |
| 2    | Quandary Peak      | 14,265 feet = 4348.0 m |
| 3    | Mount Democrat     | 14,148 feet = 4312.3 m |
| 4    | Mount Sherman      | 14,036 feet = 4278.2 m |
| 5    | Fletcher Mountain  | 13,951 feet = 4252.3 m |
| 5    | Gemini Peak        | 13,951 feet = 4252.3 m |
| 7    | Pacific Peak       | 13,950 feet = 4252.0 m |
| 8    | Horseshoe Mountain | 13,898 feet = 4236.1 m |

## وصلات خارجية
- Mosquito Range at Peakbagger.com